# Fidżiri
Fidżiri (arab. ‏الفجري‎, al-fiǧirī) – tradycyjna praktyka i widowisko muzyczne upamiętniające historię połowu pereł w Bahrajnie, wykonywane od końca XIX wieku pierwotnie wśród społeczności poławiaczy pereł na wyspie Al-Muharrak, współcześnie rozpowszechnione na terenie całego kraju.
W 2021 roku tradycja wpisana została na listę reprezentatywną niematerialnego dziedzictwa kulturowego ludzkości.

## Charakterystyka
Tradycja widowiska fidżiri zapoczątkowana została w okresie rozkwitu przemysłu perłowego pod koniec XIX wieku. Załogi statków poławiaczy pereł zawinąwszy do portu po połowach śpiewem opisywały trudy swojej pracy na morzu. Fidżiri wykonywano również w okresie zimowym, gdy nie wypływano na łów. Podobne tradycje praktykowane były w wielu regionach wschodniego wybrzeża Półwyspu Arabskiego, jednak w Bahrajnie na wyspie Al-Muharrak połów pereł i tradycje z nim związane mają szczególnie duże znaczenie i są silnie zakorzenione w życiu lokalnej społeczności.
Uznaje się, że nazwa widowiska pochodzi od arabskiego słowa tafadżdżara (arab. ‏تفجر‎) oznaczającego „wybuchać”, „eksplodować”, co odnosi się do symbolicznego „wybuchu” radości z powodu końca sezonu połowu pereł i świętowania wyrażanego barwnym tańcem połączonym ze śpiewem.
Podczas występu wykonawcy (zwani firaq) siadają w kręgu, śpiewają i grają na różnego rodzaju bębenkach (m.in. marwas, arab. ‏المرواس‎), na saggatach oraz na instrumencie zwanym dżahla (arab. ‏الجاهلة‎) wykonanym z glinianego naczynia. Pośrodku okręgu znajduje się wokalista prowadzący (naham, arab. ‏نهام‎) oraz tancerze. Pieśni odnoszą się nie tylko do pracy na morzu, ale zawierają również cytaty z pism islamskich czy historie cywilizacji istniejących dawniej na terenie Bahrajnu, np. Dilmunu. Fidżiri najczęściej wykonywane jest w przestrzeniach kulturowych zwanych durs, głównie przez potomków dawnych poławiaczy pereł, gdyż współcześnie zajęcie to praktykowane jest na dużo mniejszą skalę. Transmisja tradycji odbywa się z pokolenia na pokolenie w obrębie rodzin oraz dzięki ćwiczeniom w durs i podczas występów przed publicznością. 
Tradycja, która niegdyś ograniczała się do społeczności zamieszkujących wyspę Al-Muharrak i jej okolice (Al-Hadd, Kalali), z czasem stała się popularna w innych częściach kraju (np. w Ar-Rifie), gdzie jest prezentowana na różnorakich festiwalach. Zwyczaj stał się sposobem wyrażania ścisłego związku między mieszkańcami Bahrajnu a morzem. Słowa, rytmy i instrumenty muzyczne służą do przekazywania uniwersalnych wartości, takich jak wytrwałość, siła, pomysłowość i zaradność.